# Kninska Krajina
Pour les articles homonymes, voir Krajina.

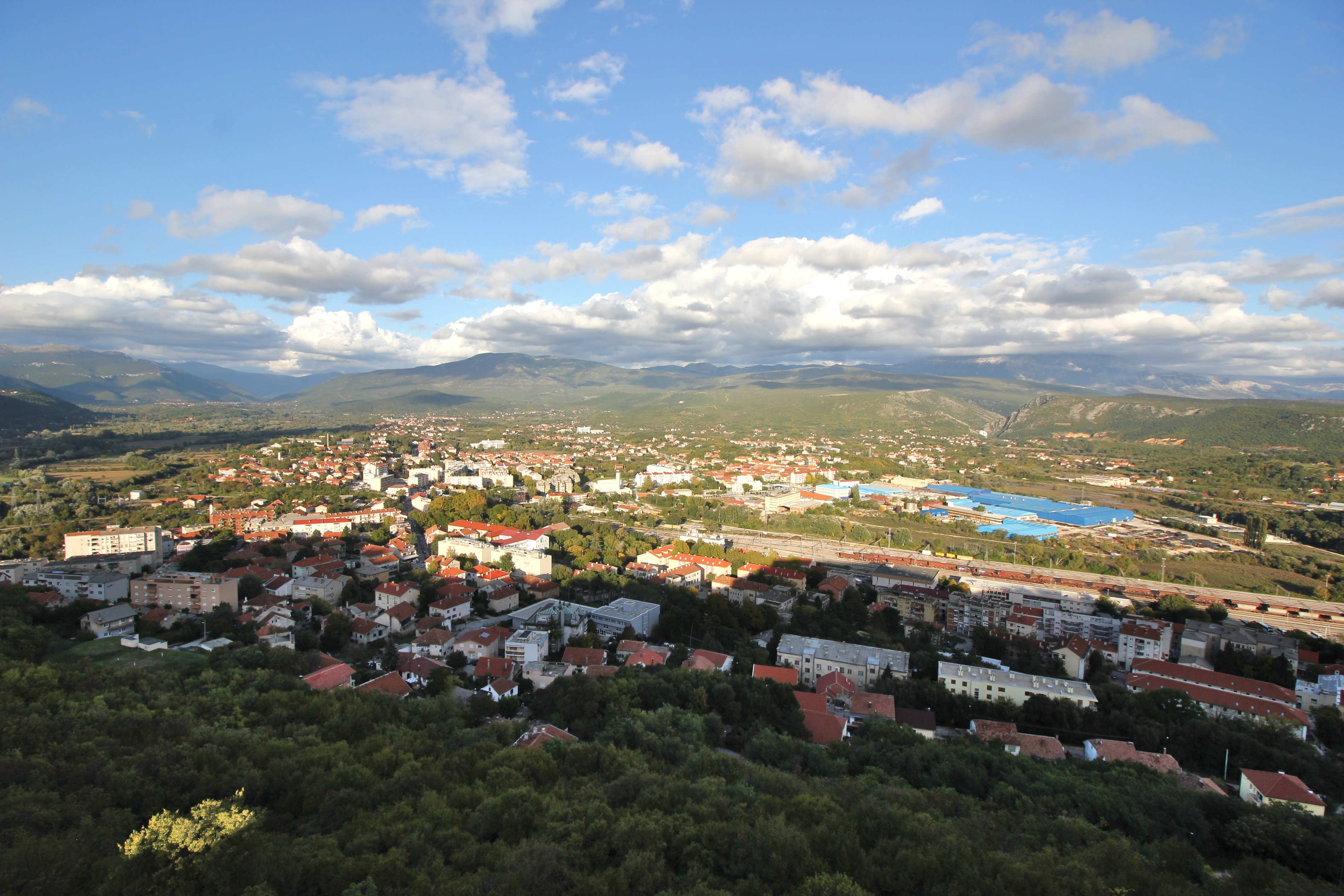
Vue de la ville de Knin, prise depuis le haut de la forteresse - 2020.

La Kninska Krajina (français : région de Knin) est une région géographique de Croatie. Elle est située autour de la ville de Knin dans le nord de la Dalmatie. Avant la Guerre de Croatie pendant les années 1990, la région était peuplée principalement par des Serbes. 

## Géographie
La Kninska Krajina est située entre la région de Bukovica au sud-ouest, la Lika au nord-ouest, la Drniška Krajina (en Zagora) au sud, la Cetinska Krajina au sud-ouest, et la Bosnie-Herzégovine (Završje) à l'est.

## Histoire
Depuis le VIIe siècle krajina Kninska était habitée principalement par des Croates, qui sont arrivés pendant la vague de migrations slaves. Au début de l'État croate médiéval, la région est un des sièges des rois croates. La ville de Knin a été le siège du royaume Croate sous Petar III Snačić en 1095.
Au XVe siècle les Turcs occupent la région. Une grande partie de la population indigène a fui en raison de la dévastation de la région à la suite de l'avancée de l'armée ottomane. À partir du XVIIe siècle et du XVIIIe siècle, l'empire Autrichien réussit à repousser les Turcs. La région est lentement repeuplée, et est habitée principalement par des Serbes, qui ont émigré de l'Empire ottoman.
En 1990, la région autonome serbe auto-proclamée appelée SAO Kninska Krajina est formée, elle est nommée comme la région géographique. Elle a ensuite été transformée en SAO de Krajina et incluse dans la République serbe de Krajina. Elle a tenté de se séparer de la Croatie nouvellement indépendante en 1991, par le nettoyage ethnique des non-Serbes de la région et l'établissement de son propre gouvernement local.
En 1995, l'armée croate a repris la région grâce à l'opération Tempête, et la majorité de la population serbe a fui ou a été déplacée.
Aujourd'hui, la région est peu peuplée en raison de faibles opportunités économiques.